# 瀨戶內國際藝術祭
瀨戶內國際藝術祭（Setouchi Triennale）是以瀨戶內海島嶼群為舞台所舉辦之當代藝術國際藝術節。每三年舉辦一次，首次舉辦為2010年，第2屆於2013年舉辦、第3屆於2016年舉辦，第4屆於2019年舉辦。

## 概要
藝術祭舉辦舞台之瀨戶內海因自古以來的地緣之利成為交通動脈，承接起許多新文化傳遞的角色。瀨戶內海諸島中保有傳統文化以及自然景觀，但是現今諸島隨著高齡化、人口過稀而漸失活力。藉由舉辦瀨戶內國際藝術祭，構築島內居民與世界各地來訪者交流的橋樑並為其注入活力，應島嶼傳統文化及美麗的自然景觀而生之當代藝術，向世界展現瀨戶內海的魅力，目標成為世界各地的「希望之海」。
藝術祭中以瀨戶內海各島為中心展示美術作品、各種藝術家、劇團、樂團活動，同時結合當地傳統技藝、祭典所構成。

### 第1屆
- 副標題 - 圍繞於藝術與海的百日冒險
- 主辦 - 瀨戶內國際藝術祭實行委員會
  - 會長 - 真鍋武紀 → 濱田恵造[2]（香川縣知事）
  - 綜合展覽製作人 - 福武總一郎（財團法人直島福武美術館財團理事長、現公益財團法人福武財團）
  - 綜合策展人 - 北川富朗（北川フラム）（女子美術大學藝術學部教授）
- 舉辦期間 - 2010年7月19日 - 10月31日（展期105日）
- 會場 - 高松港周邊、直島、豐島、女木島、男木島、小豆島、大島、犬島
- 參展者 - 18國、地區共計75組藝術家、專案以及16場活動參與。另有支援藝術祭的志工團體「Koebi隊」活動其中。
- 參觀人數 - 總數約94萬人次(統計如下所示)

| 區域   | 場所 | 人数   |
| ------ | ---- | ------ |
| 直島   | 4處  | 291728 |
| 豐島   | 7處  | 175393 |
| 女木島 | 2處  | 99759  |
| 男木島 | 2處  | 96503  |
| 小豆島 | 4處  | 113274 |
| 大島   | 1處  | 4812   |
| 犬島   | 2處  | 84458  |
| 高松   | 2處  | 72319  |

- 其他
- 因火災毀壞作品 - 2010年9月26日，男木島内的一般民宅發生火災並延燒至周邊藝術祭展示會場大岩奧斯卡爾的「大岩島」燒毀，井村隆的「Karakrin」也遭受部分所傷[3]。受此影響，主辦單位「瀨戶內國際藝術祭實行委員會」於9月27日宣布中止公開展示男木島全部作品。同日，高木香川縣副知事與北川Furamu綜合策展人至受災現場視察。最終由於居民期望再次恢復作品展示，除了遭受毀損之展品除外，其他作品在28日再次恢復公開展示[4]。

### 第2屆
- 副標題 - 圍繞藝術與島的四季
- 主辦 - 瀨戶內國際藝術祭實行委員會
  - 會長 - 濱田恵造（香川縣知事）
  - 綜合展覽製作人 - 福武總一郎（公益財團法人福武財團理事長）
  - 綜合策展人 - 北川富朗（女子美術大學藝術學部教授）
- 舉辦期間
  - 春：2013年3月20日（春分） － 4月21日，展期33日
  - 夏：2013年7月20日 － 9月1日，展期44日
  - 秋：2013年10月5日 － 11月4日，展期31日
- 會場 - 高松港周邊、直島、豐島、女木島、男木島、小豆島、大島、犬島、沙彌島、本島、高見島、粟島、伊吹島、宇野港周邊

### 第3屆
- 副標題 - 海洋復興
- 主辦 - 瀨戶內國際藝術祭實行委員會
  - 會長 - 濱田恵造（香川縣知事）
  - 綜合展覽製作人 - 福武總一郎（公益財團法人福武財團理事長）
  - 綜合策展人 - 北川富朗（女子美術大學藝術學部教授）
- 舉辦期間
  - 春：2016年3月20日（春分） － 4月17日，展期29日
  - 夏：2016年7月18日（海之日） － 9月4日，展期49日
  - 秋：2016年10月8日 － 11月6日，展期30日
- 會場 - 高松港周邊、直島、豊島、女木島、男木島、小豆島、大島、犬島、沙彌島、本島、高見島、粟島、伊吹島、宇野港周邊
- 參觀人數 - 約107萬人

### 第4屆
- 副標題 - 瀬戶內國際藝術祭2019[5]。
- 主辦 - 瀨戶內國際藝術祭實行委員會
  - 會長 - 濱田恵造（香川縣知事）
  - 綜合展覽製作人 - 福武總一郎（公益財團法人福武財團理事長）
  - 綜合策展人 - 北川富朗（女子美術大學藝術學部教授）
- 舉辦期間
  - 春：2019年4月26日 － 5月26日
  - 夏：2019年7月19日 － 8月25日
  - 秋：2019年9月28日 － 11月4日
- 會場 -直島、豊島、女木島、男木島、小豆島、大島、犬島、高松港周邊、宇野港周邊、沙弥島、本島、高見島、粟島、伊吹島
- 參觀人數 - 約118萬人

### 第5屆
- 主辦 - 瀨戶內國際藝術祭實行委員會
  - 會長 - 濱田恵造→池田丰仁[6]（香川縣知事）
  - 綜合展覽製作人 - 福武總一郎（公益財團法人福武財團理事長）
  - 綜合策展人 - 北川富朗（女子美術大學藝術學部教授）
- 舉辦期間
  - 春：2022年4月14日 － 5月18日
  - 夏：2022年8月5日 － 9月4日
  - 秋：2022年9月29日 － 11月6日
- 會場 - 高松港周邊、直島、豊島、女木島、男木島、小豆島、大島、犬島、沙彌島（只限春展期）、本島（只限秋展期）、高見島（只限秋展期）、粟島（只限秋展期）、伊吹島（只限秋展期）、宇野港周邊
- 為對應新應冠狀病毒，入場時需要作體溫檢查及配戴對應手環。

## 脚注
1. ↑  瀬戸内国際芸術祭2013／春夏秋の分散開催に （页面存档备份，存于）四国新聞2011年11月10日
2. ↑  会期中の知事交代により会長も交代。
3. ↑  火災：瀬戸内芸術祭の展示場など全焼 高松・男木島毎日新聞（2010年9月26日 22時07分（最終更新 9月27日 1時25分））
4. ↑  男木島火災、副知事ら視察／瀬戸芸作品公開再開 （页面存档备份，存于）四国新聞2010年9月28日
5. ↑  .   [2019-10-19]. （原始内容存档于2019-04-18）.
6. ↑  艺术祭會長为时任县知事，并会随着知事人选变动而变动。

## 關聯項目
- 漂流郵局

## 外部連結
- 瀨戶內國際藝術祭官方網站 （页面存档备份，存于）（日）
- 瀨戶內國際藝術祭支援者Koebi隊 （页面存档备份，存于）（日）
- 四國新聞特集 （页面存档备份，存于）（日）
- 瀨戶內Art Navi（日）
- Oscar Oiwa Studio Official Website （页面存档备份，存于）（英）